# Jim Harrell
James Kirk (Jim) Harrell (13 december 1959), beter bekend als Boris Zhukov, is een Amerikaans professioneel worstelaar die vooral bekend is van zijn tijd bij World Wrestling Federation (nu bekend als WWE).

## In het worstelen
- Finishers
  - Running of diving headbutt drop
  - Running clothesline

- Managers
  - Adnan El Kassey
  - Chris Markoff
  - Slick

## Prestaties
- American Wrestling Association
  - AWA World Tag Team Championship (1 keer met Soldat Ustinov)

- Maple Leaf Wrestling
  - NWA Canadian Television Championship (2 keer)

- Mid-Atlantic Championship Wrestling
  - NWA Mid-Atlantic Tag Team Championship (2 keer met Don Kernodle)

- Southeastern Championship Wrestling
  - NWA Alabama Heavyweight Championship (1 keer)

- World Wrestling Federation
  - Slammy Award
    - "Best Personal Hygiene" (1987) - met Nikolai Volkoff & Slick

- Wrestling Observer Newsletter awards
  - Worst Feud of the Year (1985) vs. Sgt. Slaughter
  - Worst Tag Team (1988) - met Nikolai Volkoff